# ディーバ (映画)
『ディーバ』（Diva）は、1981年のフランス映画。フランス人映画監督ジャン＝ジャック・ベネックスの長編デビュー作品。

## 概要
本作はジャン＝ジャック・ベネックスが35歳で監督した初長編映画であるが、セザール賞で新人監督作品賞など4部門を受賞するなど高く評価された。
日本では、1981年12月13日〜17日にユニフランス・フィルム主催で開催された映画祭「新しいフランス映画を見るフェスティバル」（往復ハガキ応募による抽選による無料上映）の上映5作品中の1本目として「わたしのディーバ」の初日にThe Space (Hanae Mori ビル5F)に上映(IMDbの日本公開情報は誤り)。その時は直ぐには日本配給には結びつかなかった。
しかし、81年シカゴ国際映画祭シルヴァー・ヒューゴー賞を受賞し、82年セザール賞4部門受賞で、82年4月にアメリカでも公開。サントラ盤のヒットも併せて「ニュー・フレンチ・アクション・シネマ」、新たなカルト映画誕生として、話題が各国へ飛び火。日本も遅ればせながらフランス映画社配給で83年11月にロードショウの運びとなった。その後も、94年にギャガの配給で再公開され人気の程を示した。
本作は、50年代末から60年代のヌーヴェル・ヴァーグ映画以降、これといった話題に乏しかったフランス映画においてエポック・メーキングな作品とされ、通称BBCことベネックス自身の『ベティ・ブルー』（1986年）、リュック・ベッソン監督『グラン・ブルー』（1988年）、レオス・カラックス監督『ポンヌフの恋人』（1991年）ら、80年以降のフランス映画の幕開けとされている。
原作はデラコルタの悪漢ミステリー小説であるが、ベネックス監督はそれとはまた違う作品世界を構築した。原作ではオペラ歌手をレオンティン・プライスを想定していたが、映画化にあたり、人物設定を変えている。憧れのオペラ歌手の歌声を高性能録音機で「盗む」郵便配達夫でオペラ・マニアの主人公、「波を止めること」を夢見ながらロフトで膨大な数のジグソーパズルに耽っているギリシャ人と彼のガールフレンドのベトナム人少女(原作は金髪の白人女性)、いつもイヤホンでシャンソンを聴きながら「仕事」をしている殺し屋、主人公が逃走に使うモビレット等、スタイリッシュでありながらガジェットに満ちた画面は、それまでのフランス映画には無いものだった。
ベネックス監督は後年、フランスのテレビ局用のドキュメンタリー番組『Otaku』を撮影しに日本を訪れ、秋葉原を初めとして日本の「おたく」たちの風俗を取材したが、本作の主人公ジュールも自分も「おたく」だったことが分ったと述べている。

## ストーリー
郵便配達員ジュールは、アルバム録音を出さないことで知られるアメリカのソプラノ歌手シンシア・ホーキンスのファンで、パリ公演にやってきた彼女の特別オペラ・アリア・コンサートの音声を隠し録りする。しかも帰り際、楽屋で彼女の前回のドレスを盗んでしまう。新聞で盗難騒ぎとなってしまい、後ろめたく思い、返却するために彼女の宿泊ホテルに侵入する。最初は憤慨したシンシアも素朴なジュールと話すうちに心を許し、二人は親密になっていく。
その一方で、ジュールの録音したリサイタルテープと、瀕死の売春婦がジュールのミニバイクのカバンに滑り込ませたテープの2本が発端となり、それぞれのテープを追う2組の敵から追われる身となったジュールは、ベトナム人少女アルバとその恋人ゴロディッシュに助けられる。

## スタッフ
- 監督：ジャン＝ジャック・ベネックス
- 脚本：ジャン＝ジャック・ベネックス、ジャン・ヴァン・アム（原作小説：デラコルタ）
- 製作：セルジュ・シルベルマン、イレーヌ・シルベルマン
- 音楽：ウラディミール・コスマ (オリジナル音楽)、アルフレード・カタラーニ：歌劇「ラ・ワリー」よりアリア「遠いところへ」)
- 撮影：フィリップ・ルースロ
- 装飾：ヒルトン・マッコニコ
- 編集：マリー＝ジョゼフ・ヨヨット
- キャスティング：ドミニク・ベスネアール

## キャスト
- ウィルヘルメニア・ウィンギンス・フェルナンデス : シンシア・ホーキンス
- フレデリック・アンドレイ : ジュール
- リシャール・ボーランジェ : ゴロディッシュ
- チュイ＝アン・リュー : アルバ
- ジャック・ファブリ : 警視ジャン・サポルタ
- シャンタル・ドアーズ : ナディア
- アニー・ロマン：ポーラ
- ロラン・ベルタン：興行主シモン・ヴァインシュタット
- ジェラール・ダルモン：通称「西インド諸島」
- ドミニク・ピノン : 通称「主任司祭」
- ジャン＝ジャック・モロー：クランツ
- パトリック・フレーシャム：ザトペック
- ジャン＝リュック・パラーズ：ミルモン、同僚の郵便配達員
- ロール・デュティユール：ミルモンの彼女
- ドミニク・ベスネアール：レコード屋の男
- ウラジミール・コスマ：演奏会指揮者

## 受賞
- セザール賞　最優秀新人監督作品賞 : ジャン＝ジャック・ベネックス
- セザール賞　最優秀音楽賞 : ウラディミール・コスマ
- セザール賞　最優秀撮影賞 : フィリップ・ルースロ
- セザール賞　最優秀音響賞 : ジャン=ピエール・リュ
- 全米映画批評家協会賞 (NSFC) 最優秀撮影賞: フィリップ・ルースロ

## その他
- 2007年11月より「ディーバ」のアメリカ初上映25年を記念して、ニューヨークを皮切りにアメリカ全土で再上映された。
- ナグラ（NAGRA） - 主人公がバイオリンケースに仕込んだハイファイ録音機器